# Speleomantes supramontis
Il geotritone del Supramonte (Speleomantes supramontis (Lanza, Nascetti e Bullini, 1986)) è un anfibio urodelo endemico della Sardegna.
È presente solo nel Supramonte da una quota di 100 m fino a 1300.

## Descrizione
Molto simile a S. flavus, differisce sia per caratteristiche genetiche sia perché possiede una "fontanella intervomerina" ovvero un'apertura sul vomere più piccola rispetto al S. flavus visibile solo tramite radiografia.

La colorazione varia dal bruno porporino al giallo verdastro, mentre il ventre come in tutte le altre specie è privo di pigmentazione e risulta essere grigio - biancastro.

Rispetto alle altre specie dell'isola, ha le dita più tronche ma ha la lingua più lunga del genere Hydromantes e Speleomantes capace di una gittata di 6 cm.

Anche in questa specie le femmine sono più grandi dei maschi e arrivano rispettivamente a 14,3 e 13,5 cm.
I giovani sono di colorazione più chiara tendente al verde olivastro.

### Caratteri distintivi
- Colorazione da bruno porporina a giallo verdastra.
- Lingua più lunga rispetto a tutte le altre specie.
- Assenza di emissioni odorose in caso di pericolo.

## Riproduzione
Si ipotizza possa essere viviparo come lo S. sarrabusensis.